# 汪柏
汪柏（1513年—？），字廷節，號青峯，江西浮梁縣人。明朝政治人物，嘉靖戊戌進士，官至浙江參政。汪柏担任广东提刑按察司巡视海道副使期间，成為首位允许葡萄牙人久居澳门的中国地方官员。

## 生平

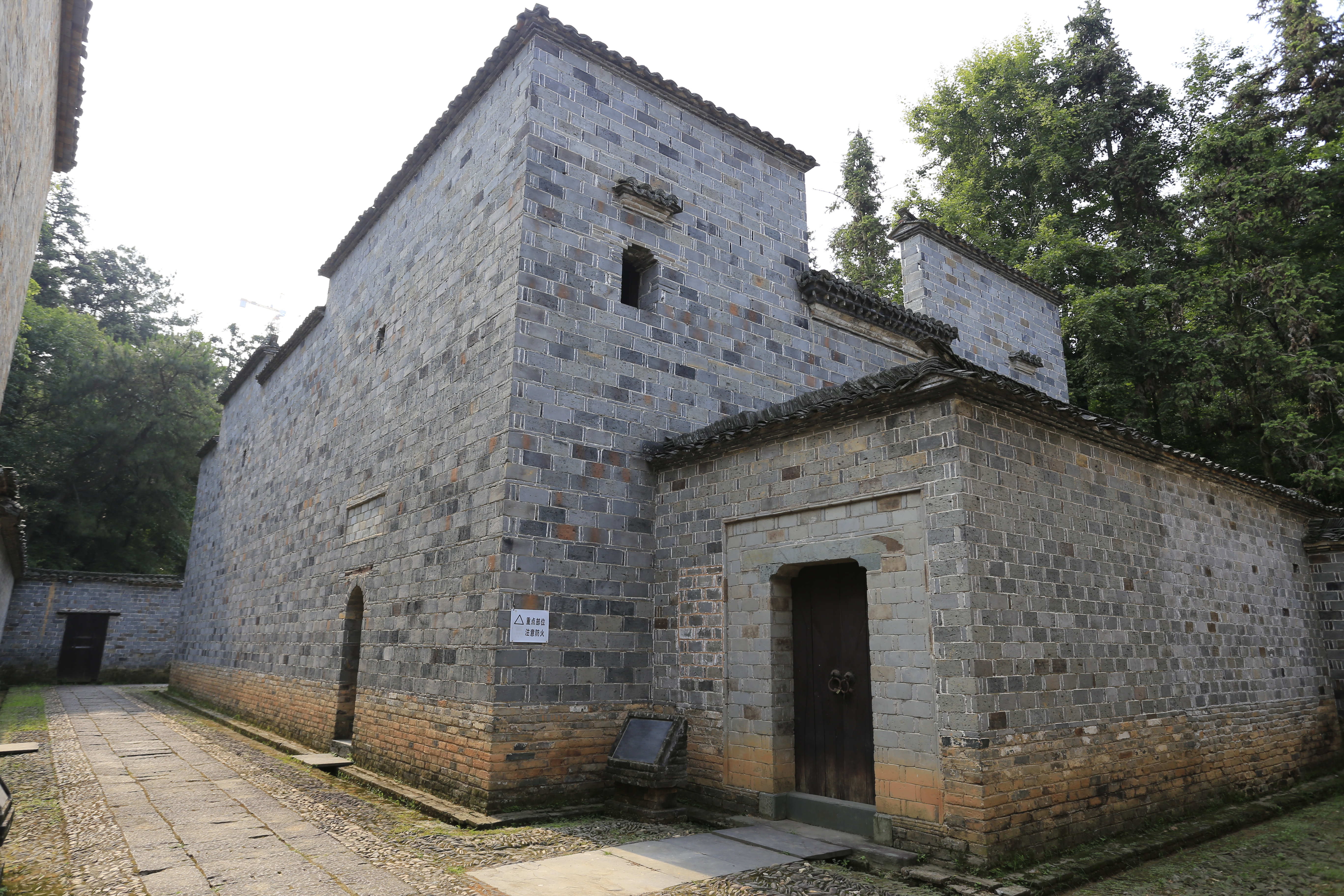
汪柏故居，是汪柏致仕返乡后建造的宅院，原位于浮梁县化鹏乡夏田村，现迁建至景德镇古窑民俗博览区内的明园。

汪柏少有文名，嘉靖十年（1531年），年十九中式辛卯科举人，嘉靖十七年（1538年）戊戌科三甲進士。授大理寺評事，遷光祿寺丞，得首輔夏言推重。嘉靖三十二年（1553年），出爲廣東海道副使，因剿滅海盜有功，獲得嘉獎，升參議。官至浙江布政使司左參政，大計官員，論致仕。

## 著作
著有《青峯集》。

## 事跡
汪柏是允許葡萄牙人進入澳門的關鍵人物，葡萄牙租借澳門也與他有關。

## 家族
曾祖汪文琦。祖父汪鈞。父汪泗。母张氏。具庆下。兄檟、札、林。弟梧、栗、枰。